# Гаті (міфологія)
Гаті (давньоскан. Hati) — у скандинавські міфології вовк, що переслідує місяць Мані (Mani) у небі кожної ночі, намагаючись зжерти його. Місячні затемнення трапляються, коли Гаті небезпечно наближається до Мані. Хаті має брата Сколя, що переслідує сонце. Обидва є ймовірно синами/братами Фенріра. Діти шуміли та грюкали казанами щоб злякати Хаті та прогнати його від місяця. Коли настане Раґнарок, Сколь і Хаті доженуть і з'їдять місяць, і сонце.
На честь Гаті названо один із супутників Сатурна.